# Monument à Ary Scheffer
Le Monument à Ary Scheffer, classé monument national aux Pays-Bas, est une œuvre de Joseph Mezzara érigée en 1862 à Dordrecht. 

## Historique

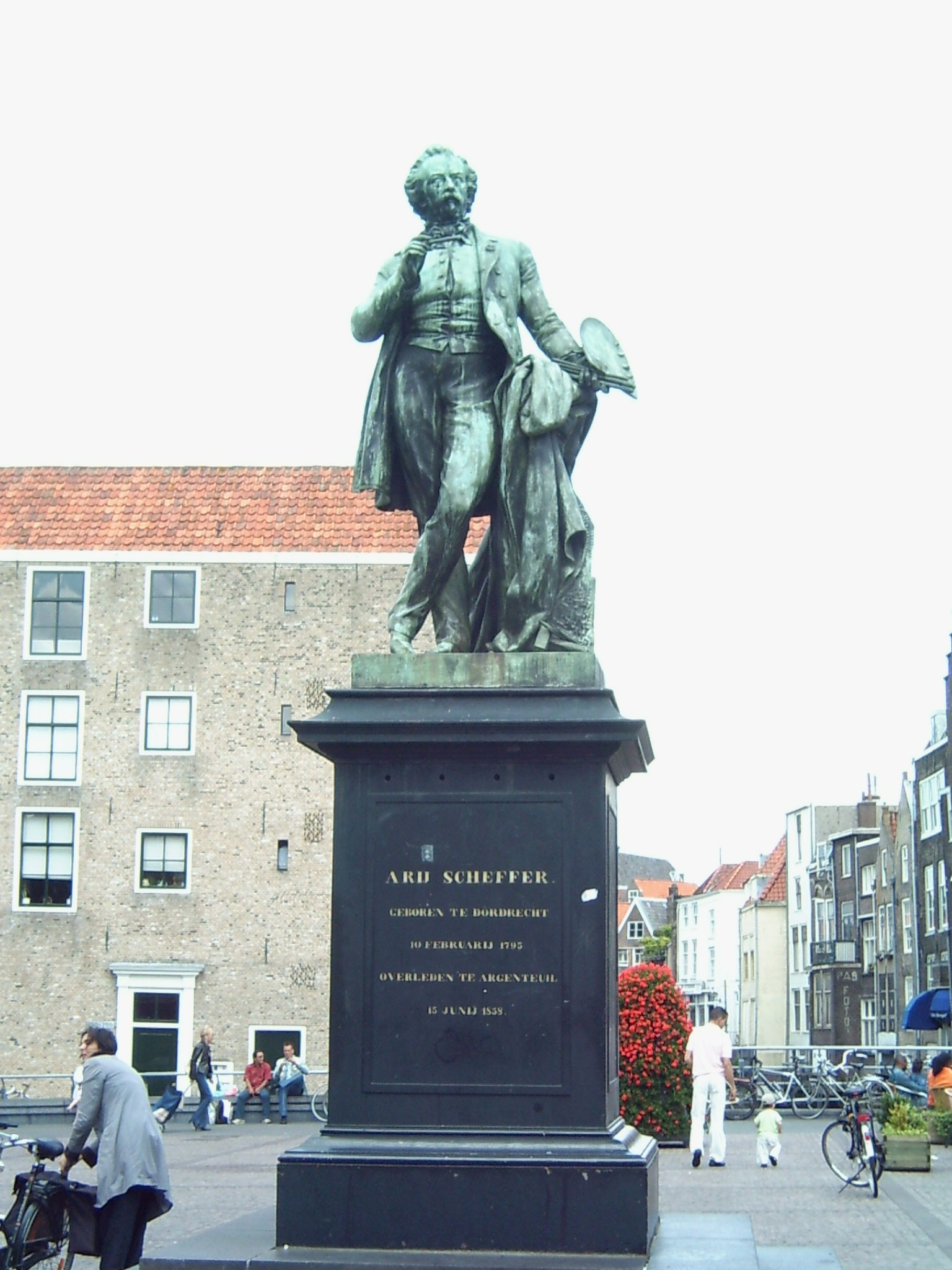
Joseph Mezzara, Monument à Ary Scheffer (1862), Dordrecht.

Le peintre romantique Ary Scheffer (1795-1858) avait habité et travaillé en France. Après sa mort, on voulut lui élever un monument dans sa ville natale, Dordrecht. 
Auguste Bartholdi, qui devait plus tard réaliser la statue de la Liberté, conçut un premier projet, lequel ne fut pas retenu par Cornélia Scheffer, la fille du peintre, qui trouvait la statue trop peu ressemblante. Avec Joseph Mezzara, un élève de son père, elle élabora un nouveau projet. Des fonds furent collectés pour le monument et le roi Guillaume III lui-même y apporta sa contribution. Ce fut aux Pays-Bas le premier monument élevé en hommage à un artiste contemporain. 
La statue fut fondue chez Eck et Durand à Paris et transportée aux Pays-Bas par voie ferrée. Le 8 mai 1862 eut lieu l’inauguration en présence du sculpteur Mezzara et d’invités néerlandais et étrangers ; parmi eux le gouverneur James Loudon, le maire Martinus Verhoeven, l'historien Henri Martin et le philosophe Ernest Renan. Cornelia Scheffer ne put y assister pour cause de maladie.

## Description
Le monument est composé d'une statue en bronze du peintre d'une hauteur de 2,65 m. Il est représenté debout, les jambes croisées, et s'appuie sur un meuble à sa gauche. Il tient un pinceau dans sa main droite et une palette avec quelques autres pinceaux dans sa main gauche. La statue repose sur un piédestal métallique dont la face antérieure porte cette inscription : 

« ARIJ SCHEFFER

GEBOREN TE DORDRECHT

20 FEBRUARIJ 1795

OVERLEDEN TE ARGENTEUIL

15 JUNIJ 1858 »

« ARIJ SCHEFFER

NÉ À DORDRECHT

20 FÉVRIER 1795

MORT À ARGENTEUIL

15 JUIN 1858 »

En 2001, le monument a été inscrit dans le registre des monuments historiques des Pays-Bas du fait entre autres « de sa valeur culturelle et historique comme souvenir d’un sculpteur de renommée internationale. On a érigé à titre d'exemple pour l'histoire de l'art et du développement de la sculpture monumentale aux Pays-Bas dans la deuxième moitié du dix-neuvième siècle une statue en l’honneur d’un artiste contemporain ».

### Source
- Traduit de l'article néerlandophone